# Hemmestorps eke
Hemmestorps eke är en småort i Everlövs socken i Sjöbo kommun i Skåne län, Sverige.